# Søsterhøj-senderen
Søsterhøj-senderen er et tv-tårn og en sendestation for radio- og kommunikationssignaler, der blev indviet maj 1956.
Senderen er lokaliseret i bydelen Højbjerg på Søsterhøj i den sydlige del af Aarhus. Antennemasten har en samlet højde på 216,1 meter, hvoraf de nederste 65 meter udgøres af et rundt betontårn i kote 104 med en diameter på syv meter. Mastens top ligger dermed 320 meter over havets overflade . Fra tårnet udsendes både radio- og tv-signaler, og det har tidligere indgået i en radiokæde, som transmitterede signalerne rundt i landet til de øvrige sendere. Senderen bliver understøttet af 9 wirer fastgjort på jorden af betonfundamenter. Sendemasten blev taget i brug 14. maj samme måned som indvielsen.
Den 6. marts 1975 fandt en ulykke sted, da et mindre propelfly, der havde destination mod Kirstineminde Flyveplads i Skejby, havde overset masten i lav sigtbarhed. Far og søn, Egon og Ole Hansen, fløj ind i en af mastens barduner, styrtede og afgik begge ved døden.
I forbindelse med overgangen til digitalt TV-signal, blev senderens antenne i oktober 2009 udskiftet ved hjælp af en helikopter. Samtidigt blev antennens polarisering ændret fra lodret til vandret, hvilket krævede en tilsvarende drejning af østjydernes modtager-antenner for at opfange signalet. Ændringen blev udført før planlagt, og uden at Danmarks Radio og TV2 var blevet informeret. Det resulterede i, at mange østjyske TV-seere fik sort skærm.

## Fakta om Søsterhøj-senderen
Sendemasten transmitterer følgende radio- og tv-signaler:
| Frekvens   | Kanal       | Polarisering | Effekt | Signal        |
| ---------- | ----------- | ------------ | ------ | ------------- |
| 88,10 MHz  | FM          | Horisontal   | 60 kW  | DR-P1         |
| 91,70 MHz  | FM          | Horisontal   | 60 kW  | DR-P3         |
| 95,90 MHz  | FM          | Horisontal   | 60 kW  | DR-P4         |
| 103,00 MHz | FM          | Horisontal   | 60 kW  | Radio 4       |
| 227,36 MHz | VHF-III 12C | Vertikal     | 4 kW   | DAB-1         |
| 232,49 MHz | VHF-III 13B | Vertikal     | 1 kW   | DAB-2         |
| 514 MHz    | UHF-IV 26   | Horisontal   | 10 kW  | DVB-T (MUX1)  |
| 594 MHz    | UHF-V 36    | Horisontal   | 10 kW  | DVB-T2 (MUX6) |
| 658 MHz    | UHF-V 44    | Horisontal   | 10 kW  | DVB-T (MUX2)  |
| 746 MHz    | UHF-V 55    | Horisontal   | 10 kW  | DVB-T2 (MUX5) |
| 754 MHz    | UHF-V 56    | Horisontal   | 10 kW  | DVB-T (MUX4)  |
| 858 MHz    | UHF-V 69    | Horisontal   | 10 kW  | DVB-T (MUX3)  |